# Marianowo (powiat wyszkowski)
Marianowo – wieś w Polsce położona w województwie mazowieckim, w powiecie wyszkowskim, w gminie Długosiodło. Ma status sołectwa.
Wierni Kościoła rzymskokatolickiego należą do parafii św. Stanisława Biskupa i Męczennika w Lubielu.

## Historia
Pierwotnie wieś nosiła nazwę Kaczenica. Około 1835 przybyli tu koloniści niemieccy sprowadzeni przez carskie władze do osuszania Pulw. Wsie Kaczenica i sąsiednie Szczubełkowo, założone przez rodzinę Szczubełków, osadników z kurpiowskiej Puszczy Zielonej, łącznie nazwano Marienwill (niem. wola Marii). We wsi istniał zbór ewangelicki. Do dziś istnieje cmentarz ewangelicki.
W latach 1921–1931 wieś leżała w województwie białostockim, w powiecie ostrowskim, w gminie Długosiodło.
Według Powszechnego Spisu Ludności z 1921 roku wieś zamieszkiwało 270 osób, 16 było wyznania rzymskokatolickiego, 216 ewangelickiego a 38 mojżeszowego. Jednocześnie 14 mieszkańców zadeklarowało polską przynależność narodową, 218 niemiecką a 38 żydowską. Było tu 59 budynków mieszkalnych. Miejscowość należała do parafii rzymskokatolickiej w Nowym Lubielu i ewangelickiej w Paproci Dużej. Podlegała pod Sąd Grodzki w Ostrowie i Okręgowy w Łomży; właściwy urząd pocztowy mieścił się w Długosiodle.
W wyniku agresji III Rzeszy na Polskę we wrześniu 1939 wieś znalazła się pod okupacją niemiecką i do wyzwolenia weszła w skład Landkreis Ostenburg Regierungsbezirk Zichenau (rejencja ciechanowska).
W latach 1975–1998 miejscowość należała administracyjnie do województwa ostrołęckiego.